# フリスティナ・ソロヴィ
フリスティナ・イヴァニヴナ・ソロヴィ（ウクライナ語: Христина Іванівна Соловій、1993年1月17日 - ）は、ウクライナ・レムコのクォーターでウクライナのリヴィウ州ドロホブィチ生まれのフォークシンガーソングライター。
- フリスティナ・ソロヴィ
- フリスティーナ・ソロヴィー

## 生い立ち
リヴィウ州ドロホブィチで合唱指揮者の家族のもとに生まれた。
ソロヴィは11歳のとき、アニチカ・チェベレンチクが歌ってた「Pod oblachkom」宇: Под облачкомの歌を聴いて、自分がレムコの血を持っていることを知ることになった。これがその後の世界観と音楽の好みに影響を与えた。
家族と一緒にリヴィウに引っ越し、3年間、合唱団「レムコヴニャ」でレムコの民俗音楽を歌った。参加者の年齢は50～80歳で、ソロヴィは参加を始めたとき17歳だった。
イヴァン・フランコ記念リヴィウ国立大学の哲学部を卒業した。

## 来歴

### テレビのデビュー（2013年）
2013年にソロヴィはウクライナ版ザ・ヴォイスの「ホロス・クライニ」オーディション番組で主演し、レムコの曲「Gore dolom hozhu」(宇: Горе долом ходжу、直訳「山を下りっている」)を披露したに参加した。スヴャトスラフ・ヴァカルチュクのチームに所属し、番組で主ウクライナの民謡を歌い、準決勝に進んだ。ロシア語のポップミュージックは絶対に歌わないと決め、そのときロシア語で歌っていた二人のチーナ・カーロリやオレクサンドル・ポノマリョウがソロヴィを選んだ場合はコンテストへの参加を拒否すると強調した。
「やっぱり音楽をやるべきだ」という感覚で、あたしの人生は一変しました。一度の放送でこれほど多くの人があたしを信じてくれたとき、拒否するのはとても愚かなことだと私には思えました。まさか自分がコンサートをしたり、ステージに立ってマイクを持ってパフォーマンスすることになるとは想像もしていませんでしたが…—フリスティナ・ソロヴィ
ソロヴィはオーディション番組には勝てなかったが、そこからスヴャトスラフ・ヴァカルチュクをプロデューサーに迎えて自身の音楽キャリアを始まらせ、すぐに自身の歌詞と音楽を使ったミュージックビデオをいくつかリリースした。2014年のマイダン革命が音楽アーティストになるきっかけになったと主張している。

### 『Zhyva voda』、「Khto yak ne ty?」そしてはじめての成功（2014年 - 2017年）

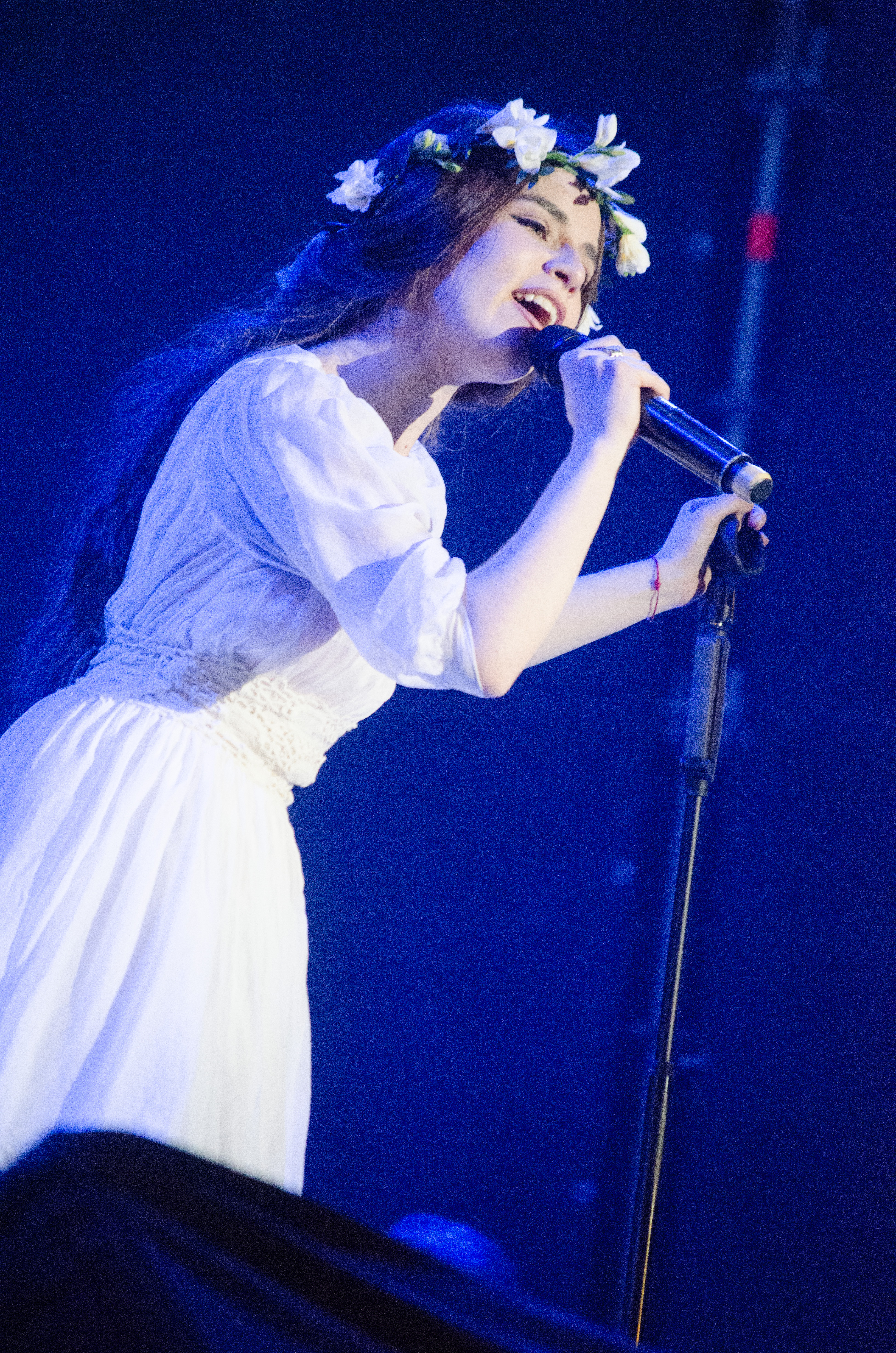
2016年のフリスティナ・ソロヴィ

2015年9月にソロヴィは12曲収録されたデビューアルバム『Zhyva voda』(宇: Жива вода、「生きる水」)をリリースした。レムコとウクライナ起源のフォークソング10曲と自らが作った2曲が含まれている。ジャズに近い編曲で演奏されたレムコの民族音楽の本質を明らかにした。このアルバムはすぐに2015年のウクライナのベストアルバムトップ12に入った。
2015年4月9日にソロヴィーは「Trymai」という曲の最初のミュージックビデオをリリースした。このビデオは最初の数日間でYouTubeで100万回再生された。
2016年12月1日に最初のシングル「Khto, yak ne ty?」(宇: Хто, як не ти?)をリリースして、2017年12月21日には、次のシングル「Fortepiano」をリリースした。

### 『Liubyi druh』、「Fortepiano」と「Shkidlyva Zvychka」(2018年 - 2020年)

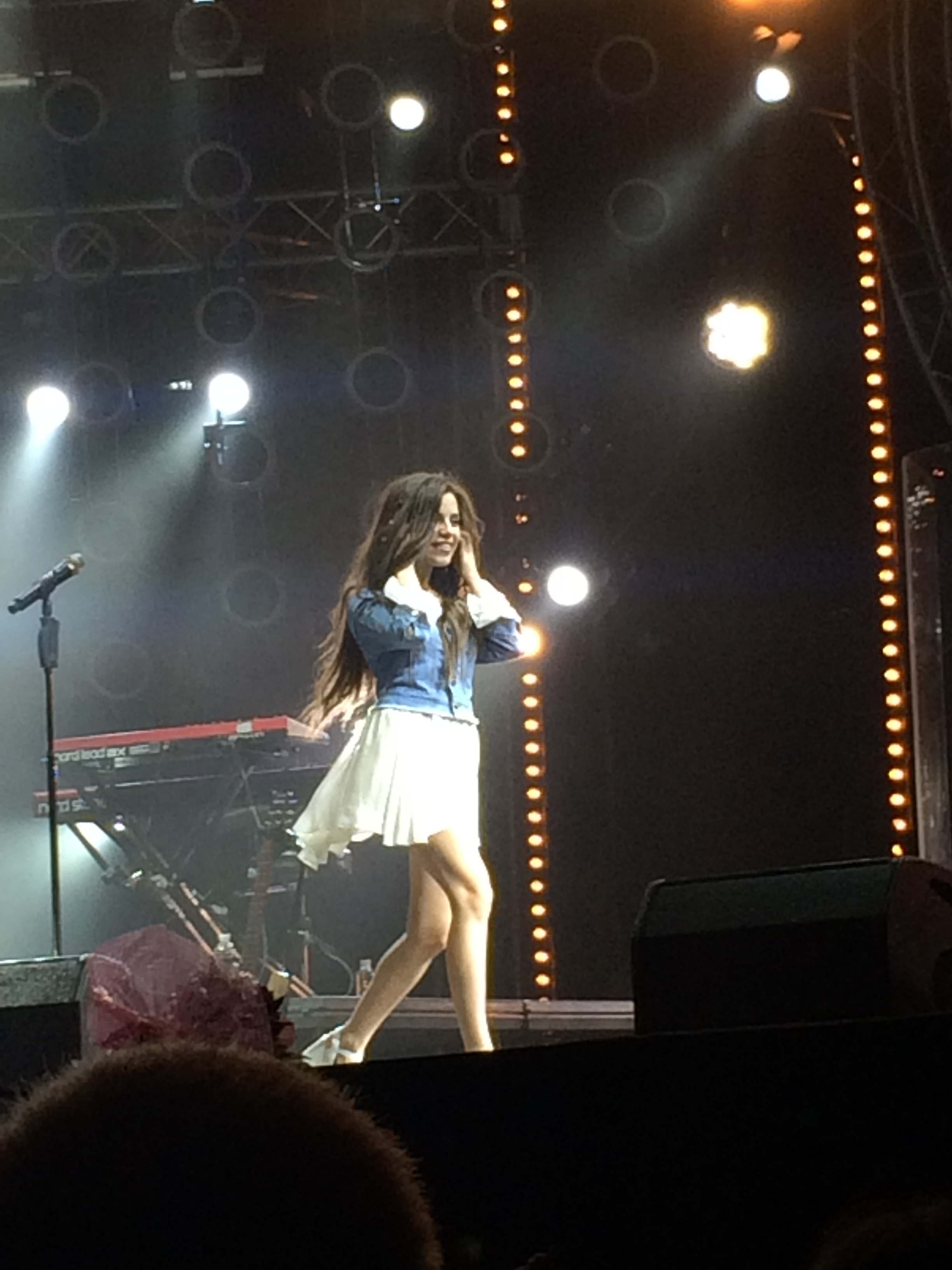
2018年のフリスティナ・ソロヴィ

ソロヴィーは2018年10月10日にシングル「Shkidlyva Zvychka」(宇: Шкідлива звичка)をリリースした。
最初のアルバムの成功に続き、2016年に2枚目のアルバム『Liubyi Druh』(宇: Любий друг、「親愛なる友人」)を発表し、2018年10月26日にリリースした。このアルバムは12曲で構成されており、そのうち11曲はソロヴィー自身の個人的な経験や思い出に触発されたオリジナル曲で、「Ochenka moi chorni」(宇: Оченька мої чорні)はフォークソングである。このアルバムでソロヴィーは生演奏とエレクトロニカを組み合わせた。

### 『Rosa ventorum』(2021年)
スポットライトから時的に休憩をとった後、ソロヴィはシングル「Yunist'」(宇: Юність)をリリースし、後にアルバム『Rosa ventorum』の第3部に収録された。セルヒー・ジャダンはこの曲のミュージックビデオで主要な役割の一つを演じた。
あたしの歌いは、ウクライナの文化がとてもセクシーだという事実について歌ったもので、愛国心などを教えられてきたからではなく、それが強くて魅惑的だから欲しがるのです—フリスティナ・ソロヴィ
2021年5月にソロヴィはアルバム『Rosa ventorum』をリリースした。
ソロヴィによると、アルバム名は写真撮影中に偶然に選ばれた。ラテン語で「風のバラ」を意味する。Rosa Ventorumに4つのEPパートを含めることを計画していて、世界の4隅を指しており、「風のバラ」はそれを指すものである。『Rosa ventorum』は合計8曲が含まれ、そのうち4曲が「Vtikala」、「Krashche movchy」、「Huby v vyni」、「Koala」で、他の4曲はそれぞれのインストゥルメンタルバージョンである。
アルバム『Rosa Ventorum I』に続いて、EP『Rosa Ventorum II』が2021年11月12日にリリースされた。これには、「Osin'」、「Divchynka 'Metelyky v holovi'」、「Les Goémons」のカバー、「Do krayu」の4曲が含まれている。

### 「森の歌」と『Rosa ventorum II』(2022年 - )
2022年3月15日は、ロシアによるウクライナ侵攻が開戦した後、ソロヴィイはイタリアの反ファシズム民謡「ベラ・チャオ」のカバーを歌った。歌詞は伊語からウクライナ語に翻訳され、ロシアのウクライナ侵攻と占領に反対するものに言い換えられた。
2023年3月にソロヴィは3Dアニメのウクライナファンタジー映画「マフカ：森の歌」のために3曲を書き下ろした。
プロデューサーから映画「マフカ：森の歌」のサウンドトラックを書くように依頼されたとき、すぐにとても嬉しくなり、この映画の共同制作者になれたことはとても重要なことでした。レーシャ・ウクライーンカの「森の歌」は子供の頃から大好きな本の一つでした。[...] 一般的に、マフカのイメージはウクライナ神話の中で一番好きです—フリスティナ・ソロヴィ
2023年12月15日にソロヴィは「Narodyvsia Bogh na saniakh」、「V zelenim lisku」、「Malanka」、「Tsy doma doma bilyi movodche」を含む『Rizdvanyii sny』アルバムをリリースした。 2024年、2枚のシングル「Kamerton」、「Kucheryky」と第3弾「Rosa Venturum III」をリリースした。

## その他の活動

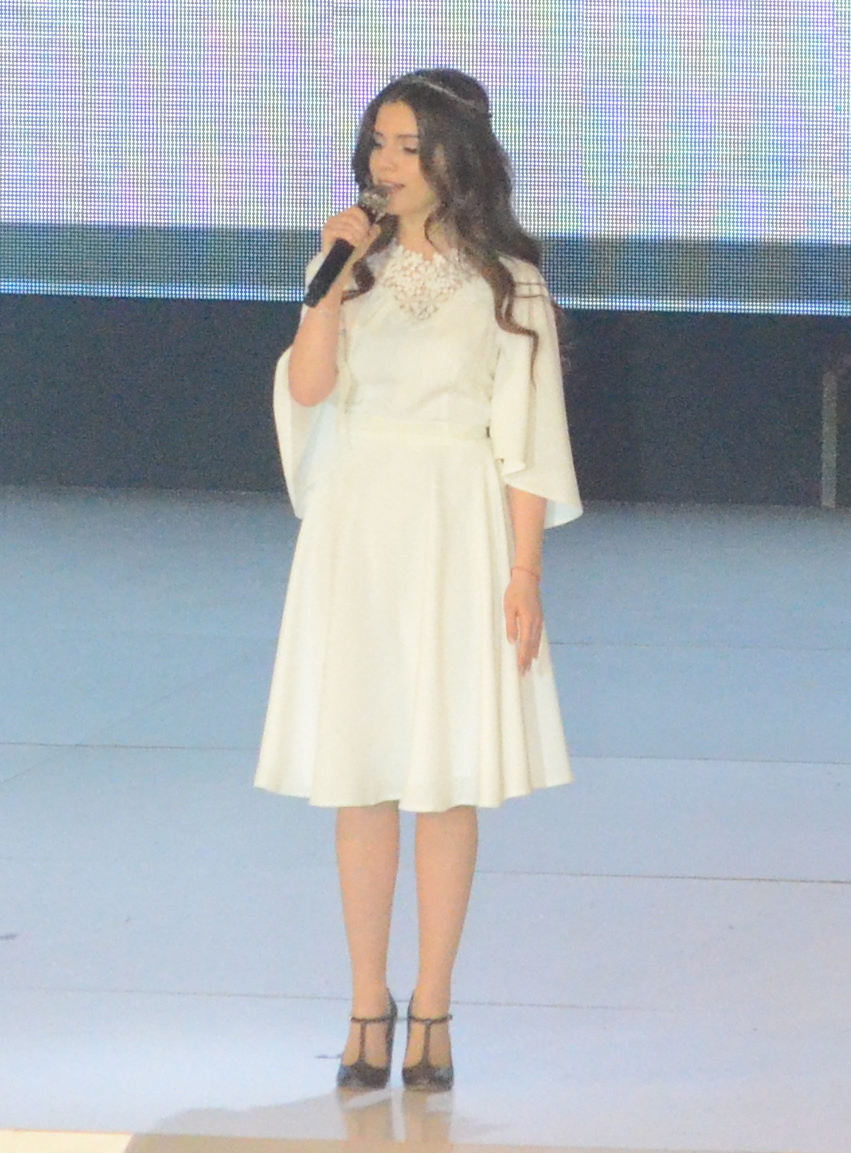
2018年パラリンピックでソロヴィの演奏

### 動物保護
ソロヴィは常にブリジット・バルドーの動物保護活動を賞賛していた。

### 政治活動
2018年にソロヴィはロシアで不法有罪判決を受けたウクライナ人監督オレグ・セントツォフの解放を支援した。
2022年にロシアによるウクライナ侵攻が始まると、ソロヴィはウクライナ軍を支援するためにヨーロッパの多くの慈善コンサートで演奏し始めた。フォーブス・ウクライナ誌によると、2022年8月27日現在で国軍のために10万6千ユーロを集めた。
ソロヴィは2023年7月6日のロシアのミサイル攻撃のときリヴィウにいた。攻撃後、ビデオを撮影し、夜驚の後に自分がどのように感じたかを詳細に共有し、その中でウクライナ人に対し国軍への寄付金の送金をやめないよう呼び掛けた。
庭全体に窓からのガラスの破片が散乱しています。しかし、子供たちはすでに遊び場で遊んでいます。そして私も少し正気を取り戻してきました—ミサイル攻撃後のフリスティナ・ソロヴィ

## 私生活
2022年から2023年にかけて、ソロヴィはセルヒー・ジャダンと不倫関係にあったが、それを世間に「創造的なコラボレーション」とみなしてほしかった。ソロヴィによると、2021年11月にジャダンがラジオNVのインタビューに招待されたのが最初の出会いだったという。 「でも結局、あたしは[別の男性と]恋に落ちて、すべてが起こったように起こった」とソロヴィは語った。

## 著作権侵害
2024年1月11日にロシアで行われたアイススケートでのタチアナ・ナフカの演奏で、翻訳されわずかに歌詞が変更された曲「Trymai」が無断で使用された。ソロヴィーはこれを文化遺産の盗用だと呼び、曲の使用に責任がある人物を探している。

## ディスコグラフィー

### スタジオアルバム
- 2015年 –『Zhyva voda』(宇: Жива вода);
- 2018年 –『Liubyi druh』(宇: Любий друг);
- 2021年 –『Rosa Ventorum I』.

### EP
- 2021年 – 『Rosa Ventorum II』;
- 2023年 – 『Rizdvanyii sny』;
- 2023年 – 『Rosa Ventorum III』.

### シングル
- 2016年 – 「Khto yak ne ty?」;
- 2017年 – 「Fortepiano」;
- 2018年 – 「Shkidlyva Zvychka」;
- 2018年 – 「Stezhechka」;
- 2019年 – 「Kholodno」 (カバー);
- 2021年 – 「Vtikala」;
- 2022年 – 「Ukraiinska lyut'」 (ベラ・チャオのカバー);
- 2022年 – 「Ya tvoya zbroya」;
- 2022年 – 「Yunist'」;

- 2023年 – 「Podzvonyty mami」;
- 2024年 – 「Kamerton」;
- 2024年 – 「Kucheryky」.

### 参加作品
- 2021年 – 「Taksi」 (feat. Kalush Orchestra);
- 2017年 – 「Bizhy tikay」 (feat. Sasha Chemerov);
- 2023年 – 「Hobelen」 (feat. Mertvyi Piven);
- 2023年 – 「Serce」 (feat. Zhadan i sobaky);
- 2024年 – 「Divchyno myla」 (feat. Volodymyr Dantes).

## ミュージックビデオ
| 年     | 曲名              | ダイレクター        | アルバム          |
| ------ | ----------------- | ------------------- | ----------------- |
| 2015年 | Trymai            | Maksym Ksionda      | Zhyva voda        |
| 2015年 | Pod oblachkom     | Yana Altukhova      | Zhyva voda        |
| 2016年 | Khto, yak ne ty?  | Andrii Boiar        | Liubyi druh       |
| 2017年 | Fortepiano        | Anna Buriachkova    | Liubyi druh       |
| 2018年 | Shkidlyva Zvychka |                     | Liubyi druh       |
| 2019年 | Stezhechka        | Oleksii Shapariev   | Liubyi druh       |
| 2020年 | Vtikala           | DVIZHON             | Rosa Ventorum I   |
| 2021年 | Osin'             | Oleksandr Kulak     | Rosa Ventorum II  |
| 2022年 | Ya tvoya zbroya   | Yurii Katynskyi     |                   |
| 2022年 | Yunist'           | Viktor Skuratovskyi | Rosa Venturum III |